# سناء عاصم
سناء عاصم (16 نوفمبر 1960 - )، أميرة أردنية من أصول شركسية. زوجة الأمير عاصم بن نايف وابنة (عدنان مولود كلمات) زعيم مجلس عشائر الشركس في الأردن ومختار الشركس في مدينة عمان.

## نشاطاتها
حاصلة على شهادة الباكالوريوس في الأدب الإنجليزي من جامعة البتراء في عمّان. لديها عدة نشاطات في العاصمة عمّان، حيث حضرت زيارة الملك عبد الله الثاني لشراكسة الأردن في الجمعية الخيرية الشركسية مع زوجها الأمير عاصم بن نايف. إنها كما ترعى الكثير من الفعاليات والنشاطات والمؤتمرات الأردنية.

## أسرتها
تزوجت من الأمير عاصم بن نايف في 6 يناير 1986 وأنجبا:
- الأميرة صالحة (مواليد 14 يونيو 1987).
- الأميرة نجلاء (مواليد 9 مايو 1988).
- الأمير نايف (مواليد 22 يناير 1998).